# Scea
Scea is een geslacht van vlinders van de familie tandvlinders (Notodontidae), uit de onderfamilie Dioptinae.

## Soorten
- S. angustimargo Warren, 1905
- S. auriflamma Hübner, 1820
- S. bryki Hering, 1943
- S. cleonica Druce, 1885
- S. curvilimes Prout, 1918
- S. erasa Prout, 1918
- S. gigantea Druce, 1896
- S. nudata Hering, 1927
- S. obliquaria Warren, 1906
- S. semifulva Warren, 1904
- S. servula Warren, 1901
- S. solaris Schaus, 1892
- S. vulturata Warren, 1904